# Bhadar
Der Bhadar ist ein ca. 200 km langer Küstenfluss auf der Halbinsel Kathiawar/Saurashtra im westlichen Indien. In regenreichen Zeiten (Monsun) kann der Fluss über die Ufer treten; in regenarmen Monaten trocknet er stellenweise aus.

## Verlauf
Der Bhadar entspringt in der Hügellandschaft bei der Stadt Jasdan im Zentrum der Halbinsel und fließt die längste Strecke in Nordost-Südwest-Richtung durch beinahe ebenes Gelände um schließlich in einer Lagune südöstlich der Hafenstadt Porbandar in die Arabische See zu münden.

## Stauseen
Der Fluss wird in den Stauseen Bhadar I und Bhadar II gestaut. 

## Nutzung
Das Wasser des Flusses wird mit Hilfe von Pumpen und Kanälen zur Bewässerung landwirtschaftlicher Flächen genutzt.

## Nebenflüsse
Der Bhadar hat nur wenige kleine Nebenflüsse, die ebenfalls nicht selten zeit- und abschnittsweise trockenfallen.

## Orte
Am Oberlauf befindet sich der zur Gemeinde Jasdan gehörende Ort Atkot; am Mittellauf liegt die Großstadt Jetpur. Am überschwemmungsgefährdeten Unterlauf des Flusses gibt es weder kleinere noch größere Orte oder gar Städte.